# Srednja Vas pri Dragi
Srednja vas pri Dragi je naselje u slovenskoj Općini Loškom Potoku. Srednja vas pri Dragi se nalazi u pokrajini Dolenjskoj i statističkoj regiji Donjoposavskoj regiji. 

## Stanovništvo
Prema popisu stanovništva iz 2002. godine naselje je imalo 48 stanovnika.